# Scorpaena loppei
Scorpaena loppei — риба родини скорпенових. Зустрічається в водах східної Атлантики біля узбережжя Марокко, Мавританії, Португалії, Атлантичного узбережжя Іспанії, Кіпру, в Середземному морі. Також відома з Середземного моря.. Морська прибережна демерсальна субтропічна риба, що сягає 15.0 см довжиною.